# Chiesa di Sant'Antonio da Padova (Manhattan)
La chiesa di Sant'Antonio da Padova è una chiesa cattolica di Manhattan, New York. Costruita tra il 1886 e il 1888, è stata la prima chiesa edificata dagli immigrati italiani nella città.

## Storia
A metà '800 la popolazione italiana di New York era cresciuta abbastanza da attirare l'attenzione delle autorità cattoliche della diocesi. Già nel 1859 il vescovo di New York, John Joseph Hughes, aveva affidata ad un prete diocesano di lingua italiana (Rev. Antonio Sanguinetti) la cura di una piccola cappella dedicata a Sant'Antonio su Canal Street (Manhattan). L'esperimento però non ebbe il seguito sperato e si concluse dopo un solo anno. Il nuovo vescovo di New York, John McCloskey, succeduto a Hughes nel 1864, si rivolse allora a Panfilo da Magliano, il provinciale dei Francescani a Allegheny, NY. Leo Pacilio, un francescano e prete napoletano, giunse così nel 1866 nel South Village con l'incarico di creare la parrocchia di Sant'Antonio. Tra i suoi compiti fu specificatamente inclusa la cura dei numerosi italiani che vivevano a Manhattan, anche al di fuori dei confini territoriali della parrocchia. Sant'Antonio divenne così (dopo Filadelfia) la seconda parrocchia italiana degli Stati Uniti.
Dapprima la parrocchia ebbe sede nei locali di una ex-chiesa metodista all'angolo tra Sullivan Street e West Houston. Nel 1872 ebbe inizio anche la St. Anthony School in un fabbricato adiacente. 
Nel 1882, grazie all'iniziativa del parroco Anacleto De Angelis, si procedette all'acquisto di un terreno adiacente per la costruzione di una nuova e più ampia chiesa. I lavori cominciarono nel 1886 e si conclusero nel 1888.
Essa sorge su Hudson Street, tra i quartieri di Greenwich Village e Soho.
La chiesa, progettata in stile neoromanico da uno dei più noti architetti newyorchesi del tempo, Arthur Crooks, ben corrispondeva ai desideri della comunità cattolica italiana di avere un edificio che in bellezza e eleganza potesse rivaleggiare con la Cattedrale irlandese di San Patrizio.   
Da allora la chiesa è stata al centro della vita della comunità italiana locale ed è ancor oggi officiata dai Padri francescani.

## Parroci
- Rev. Leo Pacilio (1866–?)
- Rev. Joachim Guerrini (?–1871)
- Rev. James Titta (1871–1877)
- Rev. Anacletus De Angelis (1877–1890)
- Rev. Arthur Lattanzi (c. 1950s, 1960s)
- Rev. Roderick Crispo (1970s)
- Rev. Felician Napoli (1970s)
- Rev. Patrick D. Boyle (1980s)
- Rev. Daniel B. Morey (1990s)
- Rev. Joseph F. Lorenzo (1990s)
- Rev. Mario Julian (fino al 2022)
- Rev. Michael Corcione (2022-)